# Dario Rosciglione
Dario Rosciglione (Gävle, 14 novembre 1965) è un contrabbassista italiano.

## Biografia
Cresciuto in un ambiente musicale (anche suo padre, Giorgio Rosciglione, è un noto contrabbassista) ha un'esperienza consolidata di vari generi che si riflettono nelle collaborazioni avute con artisti i più diversi tra loro. Tra questi: Renato Carosone, Nicola Arigliano, Gabriella Ferri, Gianni Ferrio, Giorgio Panariello, Renato Zero, Adriano Celentano, Lucio Dalla, Luis Bacalov, Franco Micalizzi.
In campo strettamente jazzistico ha suonato con i più importanti esponenti del panorama musicale italiano: Massimo Urbani, Alberto Corvini, Enrico Pieranunzi, Roberto Gatto, Tullio de Piscopo, Rosario Giuliani, Paolo Fresu, Fabrizio Bosso, Guido Pistocchi, Stefano Sabatini, Romano Mussolini, Lorenzo Tucci, Pietro Lussu, Gianni Sanjust, Pietro Jodice, Amedeo Ariano, Lello Panico, Nicola Stilo, Daniele Scannapieco, Max Jonata, Marcello Rosa, Oscar Valdambrini, Dino Piana e Franco Piana, Gege’ Munari, Maurizio Giammarco, Danilo Rea, Stefano di Battista, Rita Marcotulli, Flavio Boltro, Antonio Farao’, Fabio Zeppetella, Fabrizio Sferra, Marcello Di Leonardo.
Si è esibito in vari Festival e ha suonato con artisti internazionali tra i quali figurano: Cedar Walton, Joe Lovano, Randy Brecker, Phil Woods, Nick The Nightfly, Tony Scott, Red Rodney, Dede’ Ceccarelli, Aldo Romano, Adam Nussbaum, Ronnie Cuber, Gary Smulyan, John Faddis, Ralph Moore, George Coleman, Lou Donaldson, Lenny White, Eric Legnini, Eric Harland, Baptiste Trotignon.
Con il quartetto di Rosario Giuliani ha preso parte ad alcune importanti manifestazioni tra cui Umbria Jazz, Jazz in Marciac, JVC London Festival, Nancy Jazz, Pulsations, North Sea Jazz Festival, Vienne Jazz Festival, e sempre con Giuliani ha suonato in altri eventi internazionali a Zagabria, Teheran, Ankara, Porto, Bruxelles.
Nel 2003 ha fondato la band Jazzbit, che con la cover Sing sing sing ha riscosso un notevole successo a livello internazionale. L'album è stato presentato nel prestigioso club parigino New Morning, con ospiti Stefano di Battista, Flavio Boltro e Rick Margitza. Il gruppo ha partecipato a Umbria Jazz, diventando poi la band ufficiale nella trasmissione radiofonica su RTL 102,5 Ogni maledetta domenica e dello spettacolo teatrale Panariello non esiste di e con Giorgio Panariello con Fabiana Rosciglione e Enrico Solazzo.
Ha partecipato al Festival di Sanremo del 2005, 2006, 2009, con Nicky Nicolai e Stefano Di Battista, vincendo nella sezione “Gruppi”nel 2005. Con la stessa formazione è stato ospite della trasmissione televisiva di Paolo Bonolis "Il senso della vita". Con Stefano Di Battista ha composto le musiche della commedia musicale Datemi tre caravelle, con protagonista Alessandro Preziosi, e ha co-prodotto gli album di Nicky Nicolai: Tutto passa, Che mistero è l’amore, L’altalena e Più sole.
Nel 2008 insieme alla All Star Jazz Band, di Stefano di Battista e Fabrizio Bosso ha aperto il concerto del primo maggio.
Ha composto le musiche dello spettacolo Condominio occidentale, liberamente tratto dal romanzo di Paola Musa, adattamento teatrale di [Paola Musa e Tiziana Sensi. Dal 2010 fa parte della band in tour mondiale: Mondo cane, del cantante statunitense Mike Patton.
Nel 2011 ha collaborato con Daniele Luppi e Danger Mouse alla realizzazione dell'album Rome, con special guests, Norah Jones e Jack White.
Ha suonato nell'album di Letizia Gambi featuring Lenny White, Chick Corea, Ron Carter, Wallace Roney, Gil Goldstein, Gato Barbieri, Antonio Farao’, Max Jonata ed altri artisti internazionali.
È cofondatore dell'etichetta discografica Alice Records, con Raffaele Ranucci e Giorgio Cipressi. Tra le varie produzioni, gli album: La musica di Noi (Stefano Di Battista, Dario Rosciglione, Danilo Rea, Roberto Gatto), la compilation del Concerto del Primo Maggio, edizione 2009 (tra i vari cantanti, Vasco Rossi Woman's land (Stefano Di Battista) e la colonna sonora del film Basilicata Coast to Coast (Rita Marcotulli).

## Discografia
Discografia di Rosciglione:
- Lello Panico - The secret
- Corvini-Jodice Big Band “Signor Jones”
- Corvini-Jodice Big Band “Omage to Jusef Lateaf”
- Corvini-Jodice Big Band “Fast Races”
- Cicci Santucci - Arca Jazz
- Francesco Santucci Who's seen Katty Page?
- Ludovico Fulci “Lonely voice”
- Stefano Sabatini “Dream”
- Lorenzo Tucci Sweet revelation
- Daniele Scannapieco “Lifetime”
- Daniele Scannapieco Daniele Scannapieco
- Rosario Giuliani “Mister Dodo”
- Cinzia Tedesco “Cinzia Tedesco”
- Michele D’Amato “Le mie voci non a tempo”
- Quartetto Trevi feat. Max Ionata - Night walk”
- Letizia Gambi Introducing Letizia Gambi[3]
- Live at Alexander Platz Massimo Urbani, Red Rodney, Joe Lovano, Roberto Gatto e Danilo Rea
- Stefania Rava “Send in the clowns”
- Nicky Nicolai – Tutto Passa
- Nicky Nicolai – Che Mistero è l'amore
- Nicky Nicolai – L'altalena
- Nicky Nicolai e Stefano Di Battista – Più sole
- Nicky Nicolai – Sophisticated Lady
- Jazbeat– Jazbeat
- Daniele Luppi – An Italian Story
- Daniele Luppi - Danger Mouse – Rome
- Francesca Sortino – The Music I Play
- Roberto Gatto, Danilo Rea, Stefano Di Battista, Dario Rosciglione - La musica di Noi
- Roberto Giglio “La Quinta Stagione”
- Adriano Celentano – Dormi amore (La situazione non è buona)
- Roberto Spadoni - Mingus Cuernacava
- Francesca Sortino e Alan Farrington - looking at the sea
- Bobby Durham e Shawn Monteiro Shawn Monteiro: Never let me go (feat Giorgio e Dario Rosciglione – Stefano Di Battista – Bobby Durham
- Nick the Nightfly Nice one
- Miles Griffith “I found you”
- PJ TRIO “New steps”
- Karen Aoki - By my side
- Anna Luana Tallarita "EVA" (con Andrea Rea e Lucrezio de Seta)
- Michele Villetti "Four Seasons" colonna sonora (COn Stefano Di Battista e Nicky Nicolai)